# Babylon 5
Babylon 5 er en amerikansk science fiction-tv-serie der blev udsendt i årene 1994-1998.
Serien er skabt af den anerkendte tv- og tegne-serieskaber J. Michael Straczynski.